# Gilfachrheda
Gilfachrheda ou Gilfachreda est un village du Pays de Galles de la  commune de Llanarth (Ceredigion). Il se trouve sur la route B4342, à environ 2km à l'est de New Quay et à 1,5 km au nord-ouest du village de Llanarth. Il est à la confluence de deux petites rivières : Afon Gido et Afon Llethy.

## Résident notable
En 1937, Alastair Hugh Graham (1904–1982) achète le manoir du nom de Plas-y-Wern Lodge,. Il y demeure jusqu'en 1958, date à laquelle il déménage à New Quay dans une petite maison face à la mer.